# مشاقر
مشاقر موروث شعبي من تقاليد اليمن ومناطق جنوب السعودية، وهو عبارة عن مجموعة نباتات عطرية متنوعة في شكلها ورائحتها، تستخدم للزينة عند النساء والرجال، وترمز إلى القوة والجمال،وقد ذُكر أول تعريف للمشاقر في (المعجم اليمني) لمطهر الإرياني، قال فيه: «إن المشاقر هي النباتات التي يتخذها الناس لتزيين رؤوسهم، وهي أضاميم الورد والريحان وغيره مما يتشقرون به طلباً للزينة والرائحة الطيبة، ويقوم الرجال المتشقرون بغرز تلك الأغصان في طيات ما يتعممون به من شالات و» سمايط«و» دساميل«وحتى يغرزون الزهور والنباتات في فتحات كوافي الخيزران، وقوافع» سعف النخل«، وقد تجد شاباً تهامياً غرز» المشقر«في شعره وثبته بذلك الطوق الفضي المسمى» عكاوة«، وقد يتشقر البعض بطوق يظهره من أغصان بعض النباتات الطيبة ويتوج بذلك الطوق رأسه مثل إكليل الغار، ولشدة ميل الناس إلى هذا التزين فقد تجد البائس حاسر الرأس الذي لا عمامة له ولا عكاوة! فيغرز» المشقر«في شعره ويثبته بخيط، ويسير متخايلاً به. كما كان النسوة يتشقرن بوضع تلك الأضاميم من الزهر والأغصان من الريحان بجانب خدودهن، بحيث تبدو ظاهرة خلال ما يضعنه على رؤوسهن من خُمُر». كما تستخدم نباتات المشاقر في صناعة العطور، فقد ابتكر اليمنيون قديمًا عطور وبخور ومرطبات للجسم من أزهارها وبذورها وأوراقها الجافة.

## نباتات المشاقر
1. الشذاب
2. الفل
3. الكادي
4. الخطور
5. البياض
6. السواد
7. الريحان
8. النرجس
9. الشيح.[6][4]

## مشاقر اليمن
تعد المشاقر العطر التقليدي للمرأة اليمنية، ورمز للخير والبركة، وفي الموروث الشعبي هناك معتقد أن للمشاقر قدرة على طرد الأرواح الشريرة، كما أنها رمز للحب والعاطفة والرحمة والرزق، ويُعد جبل صبر في اليمن موطن المشاقر الأصلي، فيما تضم البلاد اليمنية نحو 1200 نوع من النباتات العطرية، منها الكادي، الريحان، الحنوان، الأزاب، البياض، الياسمين، النرجس، الفيجل، الأثلان، الكراديس، هينان، رند، وزنبق. ولا ترتبط زينة المشاقر بمناسبة معينة، فهي حاضرة معظم الأيام عند النساء والرجال، وتعد مصدرًا للرزق لدى نسبة من سكان اليمن.

## مشاقر منطقة جازان
تُعد منطقة جازان في السعودية من أشهر المناطق التي تزرع فيها النباتات العطرية، لخصوبة مرتفعاتها وانتشار أوديتها وسهولها التي تهيئ لهذه النباتات بيئة ملائمة على مدار السنة، وتستخدم المشاقر بكثرة في الأفراح والمناسبات عامة، واستخدامها للزينة تقليد شعبي رائج ومتداول منذ القدم وحتى العهد الحديث، بل ويُعد رمزًا من رموز المنطقة، إلى جانب تقاليدها وعاداتها الأخرى، كالزي التقليدي وارتداء الفُل كنوع من أنواع الحُلي للنساء والرجال. وتختلف النباتات باختلاف مكان زراعتها ففي الأودية ينبت الدوش، الوزاب، الصيمران، الشار، الريحان، والفاغي، أما في المناطق الجبلية فينبت الشيح، الكادي، البياض، النرجس، الغليم، الشذاب، الواله، والفُل بنوعيه «القريشي» و«العزاني». وتختلف مسميات المشاقر باختلاف المواضع التي تزينها، فما يوضع على الشعر لدى النساء يختلف عما يزين المنزل أو الشرفات.